# 拉沙佩勒圣弗洛朗
拉沙佩勒圣弗洛朗（法語：La Chapelle-Saint-Florent，法語發音：[la ʃapɛl sɛ̃ flɔʁɑ̃] ⓘ）是法国曼恩-卢瓦尔省的一个旧市镇，属于绍莱区。2015年12月15日，拉沙佩勒圣弗洛朗和相邻的10个市镇合并为新市镇卢瓦尔河畔莫日（Mauges-sur-Loire）。

## 地理
拉沙佩勒圣弗洛朗（47°20'1"N, 1°3'21"W）面积15.84 平方千米，位于法国卢瓦尔河地区大区曼恩-卢瓦尔省，该省份为法国西部内陆省份，大致对应安茹地区，北起顺时针与马耶讷省、萨尔特省、安德尔-卢瓦尔省、维埃纳省、德塞夫勒省、旺代省、大西洋卢瓦尔省和伊勒-维莱讷省接壤。
与拉沙佩勒圣弗洛朗接壤的市镇（或旧市镇、城区）包括：埃夫尔河畔拉布瓦西耶尔、莫日地区博茨、布济耶、勒马里耶、旧圣弗洛朗、圣皮埃尔蒙利马尔。

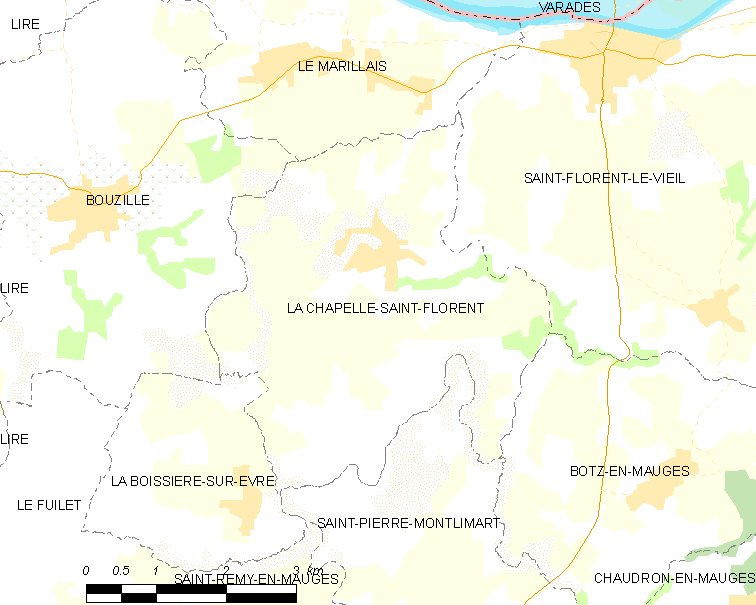
拉沙佩勒圣弗洛朗的OSM定位图

拉沙佩勒圣弗洛朗的时区为UTC+01:00、UTC+02:00（夏令时）。

## 行政
拉沙佩勒圣弗洛朗的邮政编码为49410，INSEE市镇编码为49075。

## 政治
拉沙佩勒圣弗洛朗所属的省级选区为卢瓦尔河畔莫日县。

## 人口

1962-2008年间拉沙佩勒圣弗洛朗人口变化图示

拉沙佩勒圣弗洛朗于2018年1月1日时的人口数量为1399人。